# Теорема Крамера про розклад нормального розподілу
Теорема Крамера про розклад нормального розподілу — твердження в теорії ймовірностей. Легко бачити, що якщо випадкові величини {\displaystyle \xi _{1}} і {\displaystyle \xi _{2}} незалежні та нормально розподілені, то їх сума також нормально розподілена. Виявляється, що має місце і зворотнє твердження. Цей результат був передбачений П.Леві та доведений Г.Крамером. Наслідком отримання цього результату було виникнення нового напрямку в теорії ймовірностей — теорії розкладів випадкових величин на незалежні доданки (арифметики ймовірнісних розподілів).

## Формулювання теореми
Нехай випадкова величина {\displaystyle \xi } має нормальний розподіл та може бути представлена у вигляді суми двох незалежних випадкових величин {\displaystyle \xi =\xi _{1}+\xi _{2}}. Тоді випадкові величини {\displaystyle \xi _{1}} та {\displaystyle \xi _{2}} також  нормально розподілені.
Доведення теореми Крамера про розклад нормального розподілу спирається на теорію цілих функцій.